# Mary Boleyn
Mary Boleyn, född ca 1500, död 19 juli 1543, var en engelsk hovdam, känd som älskarinna till kung Henrik VIII av England 1520–1523 och syster till hans andra drottning Anne Boleyn.  Hon är vid sidan av Bessie Blount och Madge Shelton en av tre kvinnor som brukar omtalas som bekräftade älskarinnor till Henrik VIII.
Hon blev kungens älskarinna på grund av sin familj, som ville utnyttja det faktum att Henrik VIII var attraherad av henne. Hon var under sin samtid omtalad för att ha haft många kärleksförhållanden, bland dem med Frans I, men huruvida detta stämmer är okänt. Hon gifte sig två gånger med personer vid det engelska hovet och fick barn som ingick i systerdottern Elisabet I:s hov.

## Barndom och uppväxt
Mary föddes i Blickling Hall i Norfolk någon gång mellan 1499 och 1504. Det bedöms att hon var äldre än sin kända syster Anne, även om det inte är bekräftat. År 1597 gjorde Marys sonson Lord Hunsdon anspråk på earldömet Ormonde genom sin farmor, Mary Boleyn. Om Anne hade varit den äldre av systrarna, hade det i stället varit hennes dotter, drottning Elisabet, som skulle haft rätten till den titeln, men hon gjorde inte anspråk på den.
Tidigare trodde man att det var Mary som var hovfröken åt Nederländernas regent Margareta av Österrike 1512–1514, men det står nu klart att det var Anne.

## Frankrike
Mary Boleyn fick 1514 en plats som hovfröken hos den engelska prinsessan Maria Tudor, och medföljde till Frankrike då denna gifte sig med kung Ludvig XII. Många av de engelska hovdamerna skickades hem efter giftermålet, men Mary fick stanna, troligtvis tack vare sin fars kontakter, bland dem den nye engelske ambassadören. 
Då drottning Mary lämnade Frankrike efter Ludvigs död 1 januari 1515 ska Mary Boleyn ha stannat kvar som hovfröken hos Frankrikes nästa drottning, Claude. 
Under sin tid i Frankrike ska Mary ha haft ett sexuellt förhållande med Frankrikes nye kung Frans I, som i slutet av sitt liv ska ha kallat henne sin "engelska märr", särskilt efter att Mary ska ha haft flera affärer som vållade skandal.[källa behövs] Det finns dock inga definitiva bevis på detta. Många år efter att Mary lämnat Frankrike ska kung Frans beskrivit henne som 'en hora, den mest ökända av dem alla'. 
Hennes syster Anne och fadern anslöt sig i Frankrike, och båda blev förskräckta över skandalen. Mary skickades hem, antingen 1519 eller 1520, och placerades i Katarina av Aragoniens tjänst som hovfröken.

## Första äktenskapet och affären med Henrik VIII
4 februari 1520, kort efter att hon återkommit till England, gifte sig Mary med hovmannen Sir William Carey. Henrik VIII var gäst på parets bröllop, och Mary blev snart kungens älskarinna. 
På grund av hennes och kungens förhållande har hennes son och dotter ryktats vara kungens illegitima barn, men det anses inte längre troligt. Ett vittne ska ha påpekat att Marys son liknade Henrik, men det kan ha varit smicker eller lögn. Henrik erkände illegitima söner, och eftersom förhållandet med Mary var över då han föll för Anne, fanns inga skäl för honom att förneka faderskapet om han hade varit fadern. 
Marys dotter, Catherine, föddes troligen inte förrän 1529, då Henriks affär med Mary hade varit över i nästan sex år. Inget av Marys båda barn erkändes av kungen som hans, utan bar efternamnet Carey. Det har spekulerats om att Sir William Carey adlades och mottog landområden för att han var gift med kungens älskarinna och officiell far åt kungens illegitima barn: William Carey var dock redan före sitt giftermål med Mary en framstående hovman och en av kungens gunstlingar, och han skulle ha vunnit sådana belöningar ändå.
Marys syster Anne kallades tillbaka till England 1522, och det är osäkert hur stor betydelse någon av systrarna hade för faderns framgångar (han hade blivit viscount 1525). I mitten av 1523 var Marys affär med Henrik över. 

## Överskuggad av systern
Omkring ett år senare, 1524, föll kungen för hennes syster, Anne Boleyn. Efter många försök att förföra Anne, förklarade hon att hon endast skulle kunna tänka sig att bli hans maka och drottning, inte hans mätress. I nästan sex år fick han vänta, utan några sexuella tjänster. Henrik var så besluten att få henne att folket misstänkte att hon utsatt honom för någon slags trolldom. 1527 friade han. 
Ett år senare, 1528, avled Marys make, och Henrik VIII gav Anne Boleyn förmyndarskapet över hennes systerson (och möjligen son), den tvåårige Henry Carey. Då William avled var Mary gravid med dottern Catherine, som föddes 1529. Anne såg till att Marys son fick utbildning i ett ansett cistercienserkloster. Marys far hjälpte henne inte med den ekonomiska börda som makens död innebar: det var istället genom Anne som Mary lyckades få en liten årlig pension. 

### Det andra äktenskapet
Mary följde med då Anne reste till Calais med Henrik VIII 1532. Anne kröntes till drottning 1 juni 1533. År 1534 gifte sig Mary i hemlighet med Sir William Stafford, en vaktmästare med liten inkomst och utan rang. Då detta upptäcktes gjordes hon arvlös av familjen för att hon gift sig under sitt stånd, och paret bannlystes från hovet. 
I slutet av 1534, då hennes far och bror överöstes av förläningar, titlar och andra gåvor, tvingades Mary tigga om att Thomas Cromwell skulle tala med Henrik å hennes vägnar. Mary hade hoppats att han skulle kunna övertala Anne att förlåta henne, men hennes forne älskare ville inte hjälpa henne. Hon bad då Cromwell att tala med fadern, morbrodern och brodern, men utan framgång. Anne sände Mary en storslagen guldbägare och lite pengar. Detta var det närmaste de båda systrarna kom varandra. De träffades aldrig mer mellan 1534 och Annes död 1536.
Marys liv mellan 1534 och systerns avrättning 19 maj 1536 är svårt att spåra. Hon besökte inte sin syster då Anne satt inspärrad i Towern i London. Inte heller besökte hon sin bror George, som också var anklagad och dödsdömd för förräderi. Det finns heller inget som tyder på att hon skrev till dem. Precis som morbrodern Thomas Howard, 3:e hertig av Norfolk, kan hon ha tyckt att det var klokast att inte bli förknippad med sina vanhedrade släktingar.
Hon tycks ha levt resten av sitt liv anonymt på goset Rochford i Essex med sin make. Mary Boleyn avled 19 juli 1543.

## Barn
- Henry Carey, 1:e Baron Hunsdon, född 4 mars, 1525/1526, död 23 juli 1596. Han adlades av sin kusin, drottning Elisabet I, alldeles efter hennes kröning, inte på sin dödsbädd. Han var riddare av strumpebandsorden. Elisabet erbjöd Henry titeln earl av Ormonde, som han länge velat ha, då han var döende, men han avböjde.
- Catherine Carey, född 1529, död 1568, hovfröken åt Anna av Kleve, Henrik VIII:s fjärde hustru. Hon var gift med sir Francis Knollys. En av deras döttrar Laetitia Knollys, blev Elisabet I:s gunstling Robert Dudleys andra maka. Det sägs att han skulle ha gift sig med Laetitia för att reta drottningen, som han skulle ha haft en romantisk affär med.

Det är möjligt att Catherine var det äldre av dessa barn, då de exakta födelsedatumen är oklara. Båda barnen har påståtts vara illegitima barn till Henrik VIII, även om många historiker anser detta vara osannolikt. 
Mary fick med Sir William Stafford (död 5 maj 1556) en son, som man antar att ska ha fötts 1535 och avlidit 1545 samt en dotter vid namn Anne. Detta är dock osäkert.